# 14831 Gentileschi
14831 Gentileschi eller 1987 BS1 är en asteroid i huvudbältet som upptäcktes den 22 januari 1987 av den belgiske astronomen Eric W. Elst vid La Silla-observatoriet. Den är uppkallad efter den italienska målaren Artemisia Gentileschi.
Asteroiden har en diameter på ungefär 5 kilometer och den tillhör asteroidgruppen Eunomia.